# Joseph Ewart
Joseph Ewart (ur. 28 kwietnia 1759 w Kirkcudbright, zm. 25 stycznia 1792 w Bath) – brytyjski dyplomata.
W latach 1788–1791 Ewart był posłem brytyjskim w Berlinie.